# Bientina
Bientina – miejscowość i gmina we Włoszech, w regionie Toskania, w prowincji Piza.
Według danych na rok 2004 gminę zamieszkiwało 6115 osób, 210,9 os./km².